# 濟南戰鬥
濟南戰鬥發生於1930年8月14日，地點則是在中國魯西一帶，是國民革命軍內部所發生的內戰戰鬥之一，也是中原大戰主要戰役。濟南戰鬥的交戰雙方，一方為蔣中正轄下的國軍中央軍，另一方為傅作義部隊國民革命軍第三十五軍。